# Annemarie Wildeisen

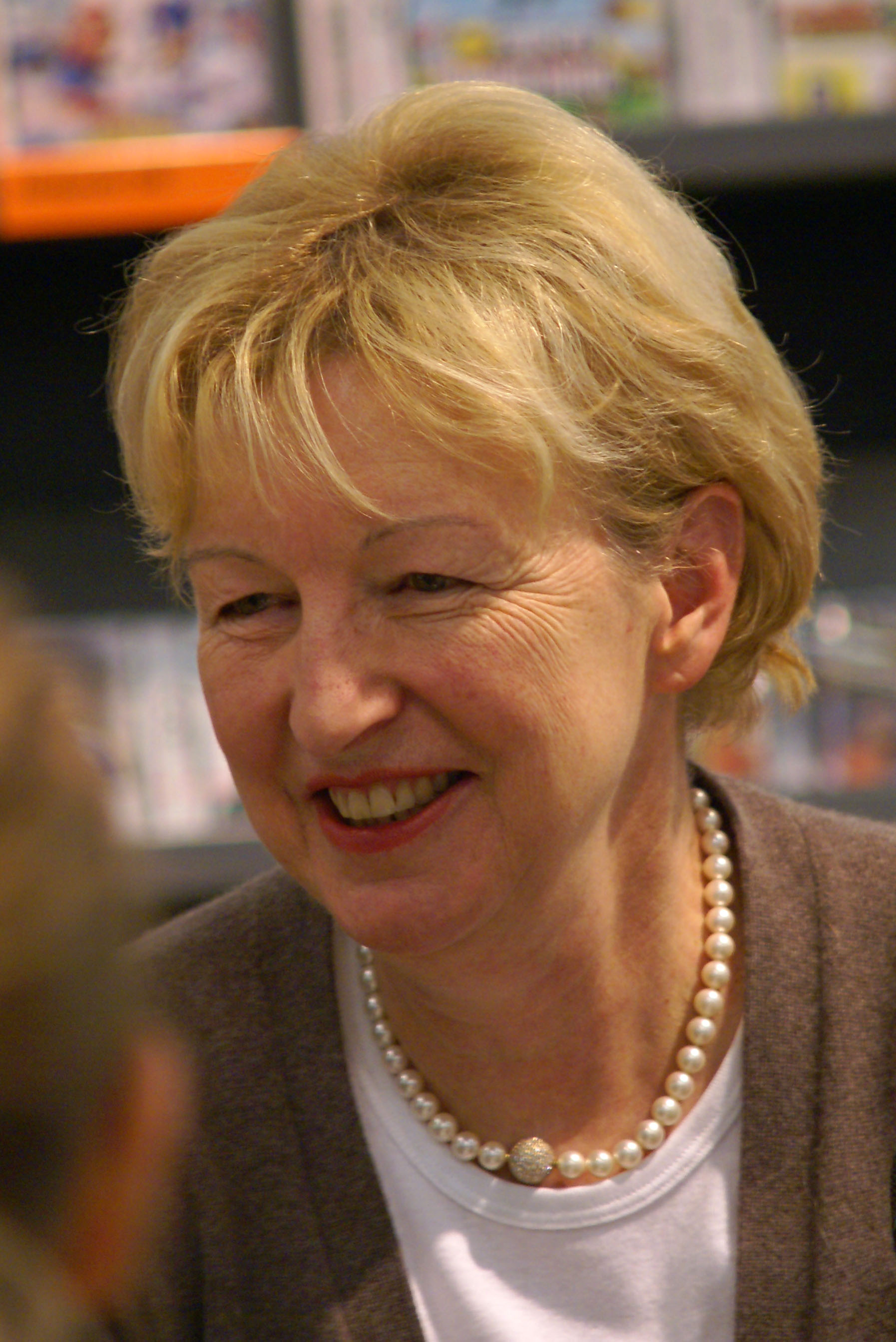
Annemarie Wildeisen (2009)

Annemarie Wildeisen (* 1946 in Baden, Aargau) ist eine Schweizer Fernsehköchin und Kochbuchautorin.

## Leben
Über ihre journalistische Tätigkeit als Redaktorin kam Annemarie Wildeisen zum Fachgebiet Kochen. Sie ist erfolgreiche Kochbuchautorin und leitet zusammen mit ihrer Tochter Florina Manz eine private Kochschule in Bern. Viele ihrer Kochbücher sind Bestseller.
Ihre Küche wird als alltagstauglich, schnell, gutbürgerlich und unkompliziert bewertet.

## Bücher
- Chuchi-Tiger. Verlag Meyer, Zürich, ISBN 978-3-907025-14-7.
- So koche ich günstig! Verlag Meyer, Zürich, ISBN 3-907025-04-0.
- Eine Prise Süden. Verlag Meyer, Zürich, ISBN 978-3-85502-905-1.
- Die schönsten Desserts. Verlag Meyer, Zürich, ISBN 3-907025-17-2.
- Backen - 180 pikante und süsse Backrezepte. Verlag Meyer, Zürich, ISBN 3-907025-15-6.
- Schnelle Alltagsküche. Weltbild, ISBN 978-3-03812-256-2.
- Meine besten Rezepte für jeden Tag. Weltbild, ISBN 978-3-03812-416-0.
- GALA Das Kochbuch. AT Verlag, Baden 2006, ISBN 3-03800-299-2.
- Gästemenüs zum Vorbereiten. AT Verlag, Baden, ISBN 978-3-85502-672-2.
- Us em Chuchi-Chäschtli. AT Verlag, Baden, ISBN 978-3-03800-564-3.
- Fleischküche. AT Verlag, Baden 2005, ISBN 3-85502-814-1.
- Provence - Die besten Rezepte. AT Verlag, Baden, ISBN 978-3-85502-659-3.
- Gemüseküche. AT Verlag, Baden, ISBN 978-3-85502-914-3.
- mit Walter Schnieper: Rezepte aus der Zentralschweiz. AT Verlag, Baden, ISBN 3-85502-581-9.
- Fischküche. AT Verlag, Baden, ISBN 978-3-03800-269-7.
- Meine 100 besten TV-Rezepte. AT Verlag, Baden, ISBN 978-3-03800-228-4.
- 20-Minuten-Küche. AT Verlag, Baden, ISBN 978-3-85502-809-2.
- Eiscreme Glace Sorbet. AT Verlag, Baden, ISBN 978-3-85502-793-4.
- Fleisch sanft garen bei Niedertemperatur. 22. Auflage. AT Verlag, Baden 2007, ISBN 978-3-03800-314-4.
- Garen über Dampf. AT Verlag, Baden, ISBN 978-3-85502-660-9.
- Gourmetmenüs aus dem Profi Steam. AT Verlag, Baden, ISBN 978-3-85502-799-6.
- Konfitüren, Marmeladen, Gelees. AT Verlag, Baden, ISBN 978-3-85502-662-3.
- Mozzarella. AT Verlag, Baden, ISBN 978-3-85502-600-5.
- Schnell für zwei. AT Verlag, Baden, ISBN 978-3-03800-340-3.
- Vanille. AT Verlag, Baden, ISBN 978-3-85502-751-4.
- Meine Expressküche. AT Verlag, Baden, ISBN 978-3-03800-816-3.
- Die besten Rezepte aus Grossmutters Küche. AT Verlag, Baden, ISBN 978-3-03800-381-6.
- Fleisch perfekt garen bei Niedertemperatur. AT Verlag, Baden, ISBN 978-3-03800-930-6.
- Das grosse Buch vom Fleischgaren bei Niedertemperatur. AT Verlag, Baden, ISBN 978-3-03800-763-0.
- mit Florina Manz: Lauter Lieblingsdesserts. AT Verlag, Baden, ISBN 978-3-03800-452-3.
- mit Florina Manz: Heissgeliebtes Backen. AT Verlag, Baden, ISBN 978-3-03800-608-4.
- Kochen für Gäste. 5. Auflage. AT Verlag, Baden 2023, ISBN 978-3-03800-049-5.
- Mein Küchenjahr - 365 Rezepte. AT Verlag, Baden, ISBN 978-3-03800-766-1.
- Meine Sommerküche. AT Verlag, Baden, ISBN 978-3-03800-401-1.
- Einfach Wildeisen. AT Verlag, Baden, ISBN 978-3-03800-879-8.
- Seelenwärmer. 4. Auflage. AT Verlag, Baden 2024, ISBN 978-3-03902-094-2 (Auszeichnungen für dieses Buch: Swiss Gourmet Book Award Gold, Winner Gourmand)
- Gemeinsam am Tisch. 2. Auflage. AT Verlag, Baden 2021, ISBN 978-3-03902-137-6 (Auszeichnungen für dieses Buch: Swiss Gourmet Book Award Gold, Winner Gourmand)